# Koszmosz–93
A Koszmosz–93 (DS-U2-V) (oroszul: Космос 93) Koszmosz műhold, a szovjet műszeres műhold-sorozat tagja. technológhiai műhold.

## Küldetés
Meghatározott űrkutatási és katonai programot hajtott végre. Az új fejlesztésű eszközök (irányítás, navigáció, tájolás, hajtóművek) kísérleti darabja. Az emberes űrkutatási program végrehajtását segítette.

## Jellemzői
Az OKB–1 tervezőirodában kifejlesztett, ellenőrzése alatt gyártott műhold.
1965. október 19-én a Kapusztyin Jar rakétakísérleti lőtérről a Majak–2 indítóállásából egy Koszmosz–2I (63SZ1) típusú hordozórakétával juttatták Föld körüli, közeli körpályára.
Az orbitális egység pályája 88,1 perces, 48,3 fokos hajlásszögű, elliptikus pálya perigeuma 158 kilométer, apogeuma 208 kilométer volt. Hasznos tömege 305 kilogramm. A sorozat felépítését, szerkezetét, alapvető fedélzeti rendszereit tekintve egységesített, szabványosított tudományos-kutató űreszköz. Áramforrása kémiai akkumulátorok és napelemek kombinációja.
1966. január 3-án földi parancsra belépett a légkörbe és megsemmisült.